# George Cutaș
George Sabin Cutaș (Bacău, 23 febbraio 1968) è un politico romeno.
Durante la legislatura del 2004 - 2008 è stato eletto senatore grazie ai voti degli abitanti di Teleorman. Figurava sulle liste del Partito Umanista della Romania (social-liberale), che è diventato (nel 2005) il Partito Conservatore. Nel corso della sua attività parlamentare, Cutas è stato membro di gruppi parlamentari che erano in buoni rapporti con India, Malesia e Repubblica del Venezuela. Ha inoltre registrato 367 discorsi in 117 sedute parlamentari, ed ha avviato 53 proposte legislative, di cui sono state 10 promulgate leggi.
Cutaș è stato eletto membro del Parlamento europeo nella lista congiunta PSD + PC nel 2009, e fa parte del gruppo politico "Alleanza progressista di Socialisti e Democratici" (SD) nel Parlamento europeo. È membro a pieno titolo della commissione per gli affari economici e monetari del Parlamento europeo, e membro supplente della commissione per il commercio internazionale. Cutaș fa anche parte della delegazione per i rapporti con la penisola coreana, della delegazione per le relazioni con l'Iran, nonché del comitato consultivo Cariforum-UE.

## Formazione
Il politico si è laureato alla Facoltà di Aeronautica presso l'Università Politecnica di Bucarest, nel 1992, ed ha frequentato il programma canadese di Master of Business Administration tra il 1998 e il 1999. Ha frequentato inoltre diversi corsi post laurea, tra cui quello di Business Management organizzato da AOTS - SONY, SONY Corporation, ad Amsterdam (1994), nonché un corso nel campo della sicurezza e del buon governo all'interno del National Defense College. Dal 2011 è dottore di ricerca in management (2011).

## Carriera professionale
Cutaș è membro dell'ufficio politico del Partito Conservatore dal 2004.
Dal 2004 al 2008 è stato eletto senatore presso il Senato romeno e ha ricoperto le cariche di vicepresidente del Senato (2005-2006), vicepresidente del Partito Conservatore (2006-2007), vicepresidente della Commissione economica, delle industrie e dei servizi (2007-2008) ed infine di leader del Partito Conservatore (2007-2008).
Nel 2009 è stato eletto membro del Parlamento europeo nella lista congiunta del Partito Socialdemocratico e del Partito Conservatore.

## Attività presso il Parlamento europeo
In qualità di membro del gruppo SD al Parlamento europeo, Cutaș invoca spesso la difesa degli interessi dei cittadini europei. Il gruppo di cui fa parte propone un'alternativa per il superamento della crisi attuale, che si basa sul sanzionare il sistema bancario e sul perseguire e sanzionare aspramente gli evasori fiscali, senza esigere sacrifici ingiustificati dai cittadini. È membro della Commissione per gli affari economici e monetari, una delle più richieste al momento, a causa dei fascicoli legislativi in essa discussi, come i sei pacchetti finanziari votati nell'estate del 2011 ("six pack"), ma anche a causa della tassa sulle transazioni finanziarie, o dei fascicoli non legislativi come il Libro verde sulle pensioni, un argomento delicato, all'ordine del giorno nelle sedute di governo nazionali. L'eurodeputato, correlatore del Libro verde sulle pensioni, pubblicato dalla Commissione europea nel 2010, ha avanzato una proposta per una pensione minima a livello europeo. Questo potrebbe garantire una nuova stabilità ai pensionati romeni, ad esempio, che sono ciclicamente soggetti a diminuzioni delle pensioni ed aumenti di queste in concomitanza dell'inizio delle campagne elettorali.
Il deputato chiede anche una via d'uscita dalla crisi economica basata sugli investimenti, e su una crescita solida che possa creare posti di lavoro. Cutas è stato relatore del Parlamento europeo per la Relazione annuale della Banca europea per gli investimenti (BEI) nel 2009, ove si invitava la Banca europea ad aumentare gli investimenti in settori chiave come quello delle infrastrutture, dello sviluppo e della ricerca. A tale scopo si richiedeva il lancio urgente del "project bond”, uno strumento finanziario innovativo. Cutas invitato la BEI a fornire assistenza tecnica alle regioni e agli Stati membri che hanno difficoltà ad accedere ai fondi europei.
Cutaș è anche un difensore dei diritti minorili. In qualità di relatore del Parlamento europeo per la relazione sulla finalizzazione di un protocollo all'accordo di partenariato e cooperazione tra UE e Uzbekistan nel settore dei tessili, ha deciso la sospensione temporanea delle importazioni di cotone dall'Uzbekistan, proprio a causa delle denunce di diverse ONG riguardanti il lavoro minorile forzato nei campi di cotone di questo paese. Il Parlamento europeo ha seguito la posizione del relatore, votando di conseguenza: 603 voti a favore. Le discussioni riprenderanno quando la Repubblica dell'Uzbekistan consentirà l'accesso a una missione dell'Organizzazione internazionale del lavoro sul suo territorio per monitorare la situazione dall'interno.
Ha inoltre preso posizione al P.E. riguardo alle pressioni esercitate a livello europeo per spingere lo Stato romeno ad accettare una legge di adozione più permissiva. L'eurodeputato ha difeso il diritto dei bambini romeni di essere adottati da persone della stessa nazionalità, richiamando l'attenzione sui rischi della liberalizzazione delle adozioni.
Cutas ha avviato una dichiarazione scritta al Parlamento europeo chiedendo lo sviluppo di una strategia europea per la protezione dei diritti dei bambini affetti da sindrome di Down, nonché una maggiore inclusione sociale di quest'ultimi, attraverso campagne di sensibilizzazione a livello nazionale ed europeo. La dichiarazione è diventata la posizione ufficiale del Parlamento europeo, dopo aver raccolto 386 firme di eurodeputati.
Cutaș è anche il relatore del Parlamento europeo per la finalizzazione di un accordo tra l'Unione europea e il Regno del Marocco riguardante l'istituzione di un meccanismo di risoluzione delle controversie. L'alternativa è la proposta di autorizzazione da parte del Consiglio degli stati membri affinché il Marocco possa aderire alla Convenzione internazionale firmata a Parigi il 22 novembre 1928.
L'eurodeputato è stato nominato relatore dal suo gruppo politico su questioni quali: l'estensione del lavoro della Banca Europea per la ricostruzione e lo sviluppo nel Mediterraneo meridionale e orientale; l'adesione dell'Unione europea alla Convenzione internazionale sul cotone; la Relazione annuale della Banca europea sugli investimenti per il 2010, numerosi fascicoli tematici in seno alla Commissione per il Commercio internazionale in seguito all'adesione della Russia all'Organizzazione Mondiale del Commercio; la fornitura di assistenza macro-finanziaria alla Bosnia-Erzegovina e alla Serbia; aspetti del commercio internazionale della partnership orientale.